# Río Cuyamel
Río Cuyamel är ett vattendrag i Honduras.   Det ligger i departementet Departamento de Cortés, i den västra delen av landet, 200 km nordväst om huvudstaden Tegucigalpa.